# Ponte dell'Industria
Il ponte dell'Industria, noto popolarmente anche come ponte di ferro, è un ponte di Roma sul fiume Tevere che collega via del Porto Fluviale a via Antonio Pacinotti, tra i quartieri Ostiense e Portuense. Presenta tre luci a travate metalliche ed è lungo circa 131 metri.
Realizzato in metallo e calcestruzzo, fu inaugurato inizialmente come ponte ferroviario e in seguito convertito al transito su gomma e pedonale. Nel 1944 fu luogo di un eccidio commesso dalle SS.

## Storia
Il ponte fu progettato dall'ingegnere belga Louis Hach per consentire alla linea ferroviaria proveniente da Civitavecchia, che fino ad allora aveva avuto la sua stazione appena fuori Porta Portese, di congiungersi alla nuova stazione ferroviaria centrale di Termini inaugurata nel 1863. Fu costruito in Inghilterra tra il 1862 e il 1863, quindi trasferito in pezzi a Roma e montato e inaugurato il 24 settembre 1863, alla presenza di Papa Pio IX e il monsignor De Merode.

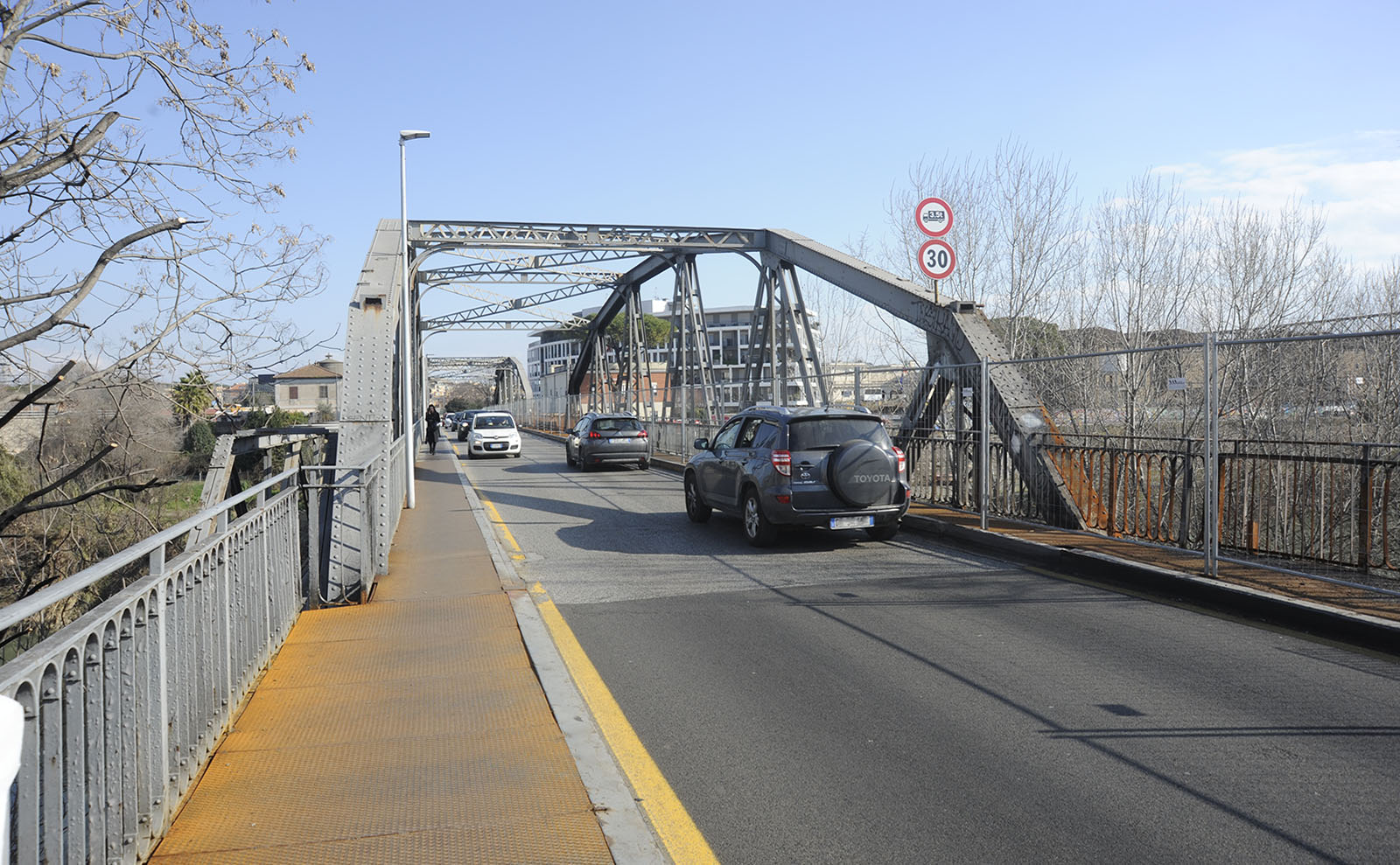
Il ponte di ferro

Costituito da arcate in ferro e ghisa appoggiate su piloni costituiti da tubi di ghisa riempiti di calcestruzzo, il ponte aveva la peculiare caratteristica di avere un binario basculante che sollevandosi nella parte centrale consentiva il passaggio di piroscafi e bastimenti armati al fine di far loro raggiungere il porto di Ripa Grande. Nel 1911, con l'apertura della nuova stazione di Trastevere, il tracciato ferroviario fu trasferito sul nuovo ponte San Paolo poco più a monte e il ponte dell'Industria fu adibito al transito pedonale e su gomma.
Nel 1994 lo scrittore Cesare De Simone scrisse in un suo libro che sul Ponte dell'Industria il 7 aprile 1944 avvenne un fatto di sangue. Il presunto episodio, mai confermato da alcun documento e rivelato dal solo De Simone 50 anni dopo, è ricordato come l'eccidio del ponte dell'Industria: dieci donne sarebbero state giustiziate dalle SS tedesche dopo l'assalto a un forno che riforniva le truppe d'occupazione naziste. Sorprese dai militari con pane e farina, sarebbero state allineate sulle transenne del ponte dal lato di via del Porto Fluviale e fucilate. 
Nel 1956 il ponte funse da set per una scena del film La banda degli onesti di Camillo Mastrocinque.
La struttura è stata coinvolta in due incendi: il primo occorso 1º febbraio 2013, il secondo nella notte tra il 2 e il 3 ottobre 2021; quest'ultimo, in particolare, ha provocato una deformazione strutturale e il crollo di una delle passerelle di acciaio poste sul fianco sud. Di conseguenza, il ponte è stato chiuso al traffico ed è stato riaperto il 12 dicembre.
Il 24 luglio 2023 iniziarono i lavori di riqualificazione, restauro e allargamento del ponte. Il progetto incontrò una serie di problemi e incidenti, con conseguenti ripetuti rinvii del completamento. A gennaio del 2024 fu annunciato che i lavori si sarebbero conclusi l'8 dicembre in coincidenza con l’apertura della Porta Santa in San Pietro e l'inizio del giubileo del 2025. Trascorso tale termine e dopo ulteriori differimenti, l'opera venne infine inaugurata il 20 marzo del 2025.

## Trasporti
|  | È raggiungibile dalle stazioni di Roma Trastevere e Roma Ostiense. |